# Карриель-Сур (аэропорт)

Международный аэропорт Карриель-Сур (исп. Aeropuerto Internacional Carriel Sur) —один из основных аэропортов Чили, обслуживающий город Консепсьон, расположенный в коммуне Талькауано, дополнительный хаб для авиакомпании JetSMART.

## История
Открыт в 1968 году.

## Статистика

### Авиакомпании и направления
| Авиакомпания | Пункты назначения |
| ------------ | --- |
| LATAM        | Антофагаста (ANF), Арика (ARI), Бальмаседа (BBA), Икике (IQQ), Калама (CJC), Копьяпо (CPO), Ла-Серена (LSC), Пунта-Аренас (PUQ), Пуэрто-Монт (PMC), Сантьяго (SCL)                                                    |
| JetSMART     | Внутренние: Антофагаста (ANF), Арика (ARI), Бальмаседа (BBA), Икике (IQQ), Калама (CJC), Копьяпо (CPO), Ла-Серена (LSC), Пунта-Аренас (PUQ), Пуэрто-Монт (PMC), Сантьяго (SCL), Чилоэ (MHC) Международные: Лима (LIM) |
| SKY Airline  | Сантьяго (SCL) |

| №     | Направление        | Пассажиров | Изменение |
| ----- | ------------------ | ---------- | --------- |
| 1     | Сантьяго (SCL)     | 114,228    | + 12,2 %  |
| 2     | Калама (CJC)       |            |           |
| 3     | Антофагаста (ANF)  |            |           |
| 4     | Икике (IQQ)        |            |           |
| 5     | Пунта-Аренас (PUQ) |            |           |
| 6     | Ла-Серена (LSC)    |            |           |
| 7     | Арика (ARI)        |            |           |
| 8     | Бальмаседа (BBA)   |            |           |
| 9     | Лима (LIM)         |            |           |
| Всего | Всего              | 168,127    | + 30 %    |